# John Compton
John Frederick Compton (født 27. august 1937 i London, England) er en engelsk tidligere fodboldspiller (forsvarer). Han blev engelsk mester med Ipswich i 1962.

## Titler
Engelsk mesterskab
- 1962 med Ipswich